# 유영상
유영상(1970년 ~ )은 대한민국의 기업인이다. 현재 SK텔레콤의 대표이사 사장을 역임하고 있다.

## 출신 학교
- 서울대학교 산업공학과 학사
- 서울대학교 대학원 산업공학과 석사
- 워싱턴대학교 대학원 MBA

## 주요 경력
- SK텔레콤 대표이사 사장
- 제19대 한국정보통신진흥협회 회장
- 과학기술훈장 웅비장
- SK브로드밴드 대표이사 사장